# Siligo
Siligo je italská obec (comune) ležící v sardinské provincii Sassari. Nachází se přibližně 160 km severně od města Cagliari a 25 km jihovýchodně od města Sassari. V roce 2008 zde žilo 962 obyvatel.
V okolí se nachází pravěké archeologické naleziště Monte sant'Antoni a archeologické naleziště Mesumundu z období Starověkého Říma a středověku společně s několika kostely.

## Osobnosti města
- Maria Carta (1934–1994), italská zpěvačka (Folk)
- Gavino Ledda (* 1938), italský spisovatel